# Mario Molina Montes
Mario Molina Montes (Alvarado, Veracruz, 16 de octubre de 1921 - Ciudad de México, 4 de noviembre de 1989) fue un compositor mexicano, hijo de Juan José Molina y Margarita Montes.
En su adolescencia fue novillero. Trabajó en una revista de espectáculos, con notas de radio y cine.
Su primer éxito fue la canción “Quinto Patio”, que compuso junto con Luis Arcaraz, la cual fue el tema de una película de 1950 con ese mismo título. Esta película tenía a Emilio Tuero, Emilia Guiú y Carlos López Moctezuma en los papeles principales.
Participó en el 5° festival OTI, en el que obtuvo el 2° lugar de la categoría nacional con «De mí para ti y de ti para mí», en coautoría con Eduardo Magallanes, e interpretada por María Medina. En la 6a edición de la OTI, obtuvo el 6to lugar, con Rubén Fuentes, con «De que te quiero, te quiero», interpretada por Gilberto Valenzuela. En 1982 obtuvo el 1er lugar nacional y 4to lugar global con «Con y por amor», que escribió con Chamín Correa, e interpretada por Enrique Guzmán. 

## Composiciones
Algunas de sus canciones más populares son:
- De que te quiero, te quiero (con Rubén Fuentes, interpretada por Gilberto Valenzuela)
- El muñeco de cuerda (con Rubén Fuentes)
- Nieves de enero (Interpretada originalmente por Miguel Aceves Mejía y después por Chalino Sánchez)[5]
- De mí para ti y de ti para mí
- Con y por amor
- Dime
- Mitad tú, mitad yo
- Viajera
- Jacaranda

### En películas:[6]
| Película                        | Tema                           |
| ------------------------------- | ------------------------------ |
| Quinto patio (1950)             | Quinto patio                   |
| El mil amores (1954)            | El muñeco de cuerda            |
| Dos corazones y un cielo (1959) | Regresa a mí, Paquesito Faraón |
| La furia del ring (1961)        | Más allá                       |
| Canoa (1976)                    | El pecador                     |